# Jan Provoost
Jan Provoost, Jean Provost ou Jan Provost (Mons, 1465 — Bruges, 1529) foi um pintor flamengo. Foi um dos mais importantes pintores renascentistas da Flandres, Cavaleiro do Santo Sepulcro, amigo íntimo de Dürer e por ele retratado duas vezes. Provost era também engenheiro cartográfico e arquitecto.

## Biografia
Nasceu em Mons, em 1465, tendo sido nessa cidade discípulo do seu pai: Jan Provoost, o velho. 
Mais tarde foi aluno de Simon Marmion, tendo-se tornado um mestre produtivo na sua oficina em Valenciennes, que viria a deixar mais tarde para dirigir duas outras oficinas, uma delas em Bruges, onde adquiriu a cidadania em 1494, e simultaneamente outra em Antuérpia, que era o centro económico dos Países Baixos. Casou com a viúva do mestre pintor e miniaturista Simon Marmion, Jeanne de Quarube, tendo depois da sua morte herdado a maioria do seu património.  
Em Antuérpia conheceu Albrecht Dürer, em 1520 e, provavelmente, foi o autor de um retrato seu, hoje presente na National Gallery, em Londres.
Morreu a 5 de janeiro de 1529 em Bruges.
Os estilos de Gerard David e Hans Memling podem ser vistos em suas pinturas religiosas. A última Ceia, pintada para a prefeitura de Bruges em 1525 é a única obra comprovadamente sua. Descobertas surpreendentes podem ainda ser feitas: em 1971 uma desconhecida e anónima panorâmica da Crucificação da Igreja de Koolkerke foi identificada como sendo da autoria de Provost (está hoje emprestada permanentemente ao Museu Groeninge, Bruges).

## Principais Obras
- Crucificação, c. 1495 (Metropolitan Museum of Art, Nova Iorque)
- Crucificação, c. 1500 (Museu Groeninge, Bruges)
- Tríptico de Nossa Senhora da Misericórdia, c. 1515 (Museu Nacional de Arte Antiga, Lisboa)
- A Virgem em Glória, c. 1524 (Museu Hermitage, São Petersburgo)
- O Juízo Final (Instituto de Artes de Chicago)
- O Juízo Final, 1525 (Museu Groeninge, Bruges)
- Zacarías (Museu do Prado, Madrid)
- Retrato de dama (Museu Thyssen-Bornemisza, Madrid)
- A Penitência de São Jerónimo (Musées royaux des beaux-arts de Belgique, Bruxelas)
- Virgem e o Menino (National Gallery, Londres)
- Deposição no Túmulo (Galleria regionale Palazzo Abatellis, Palermo)
- Santa Maria Madalena (Museu de Arte Sacra do Funchal)
- Volantes do Tríptico da Matriz da Calheta 1525-29 (Museu de Arte Sacra do Funchal)
- Madona, menino e dois anjos (Casa Museu Eva Klabin, Rio de Janeiro, Brasil)

## Galeria

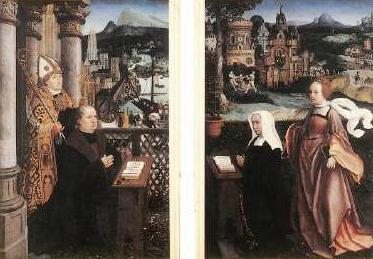
São Nicolau e Santa Godelina com doadores
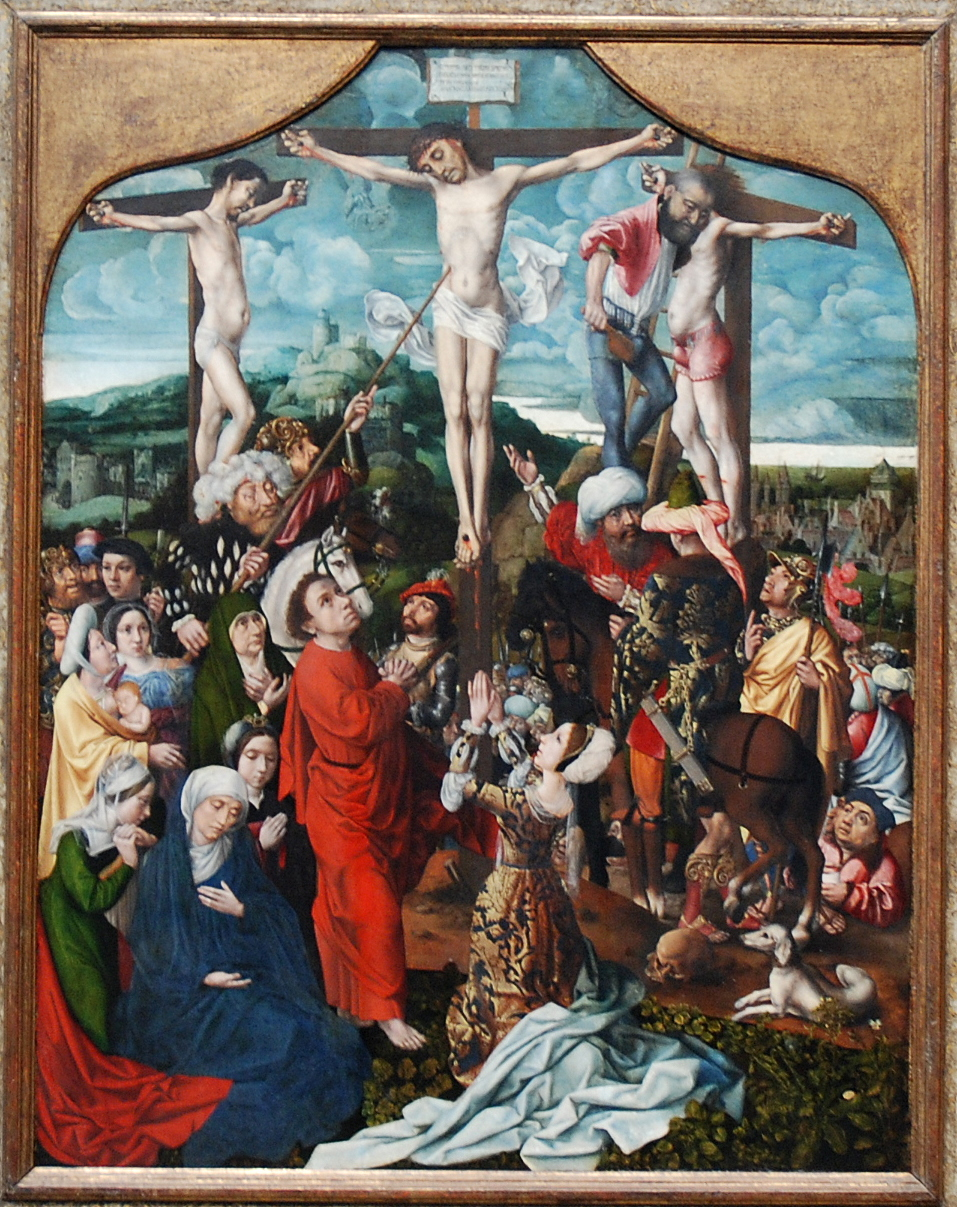
Crucificação
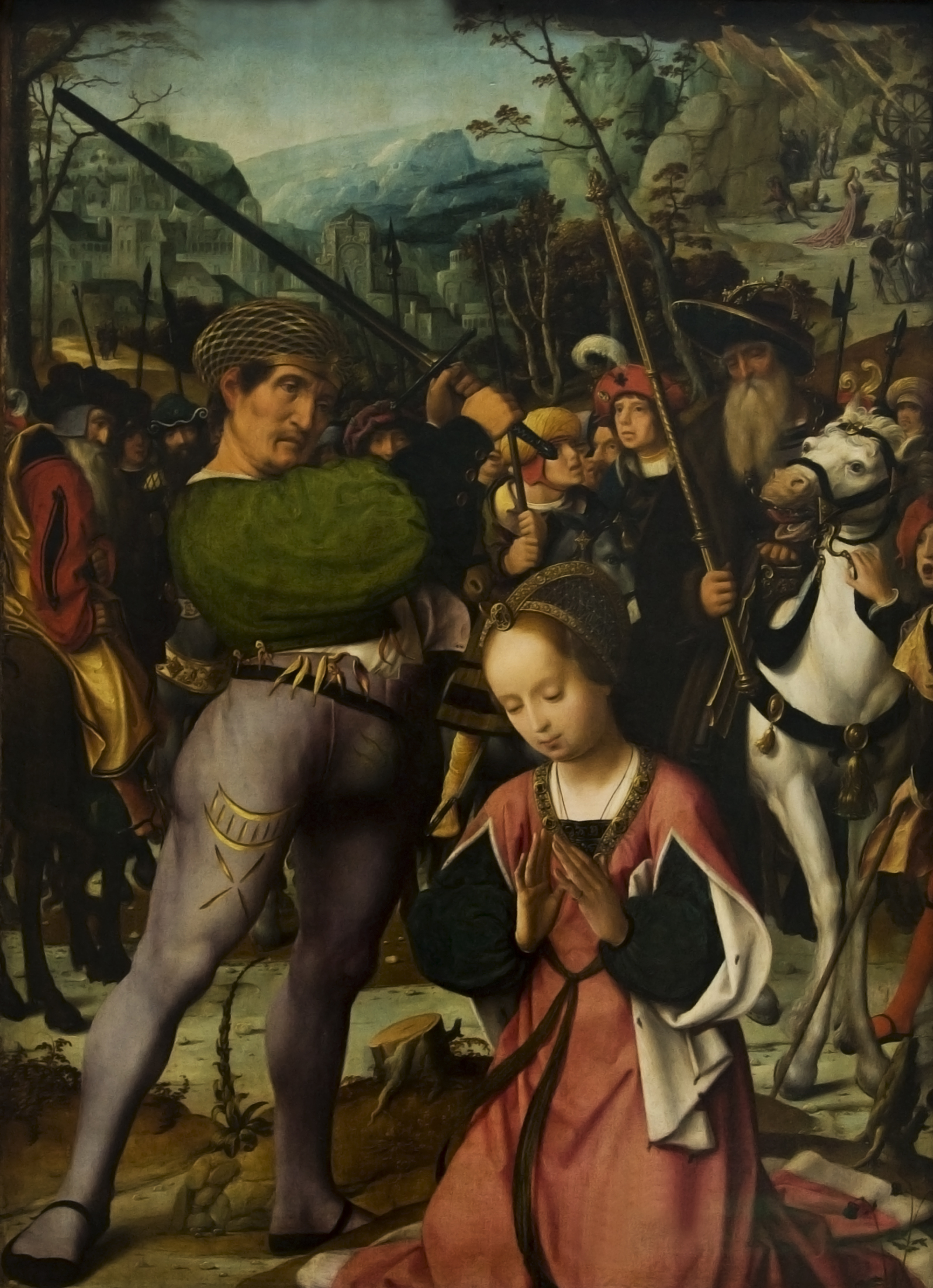
Martírio de Santa Catarina
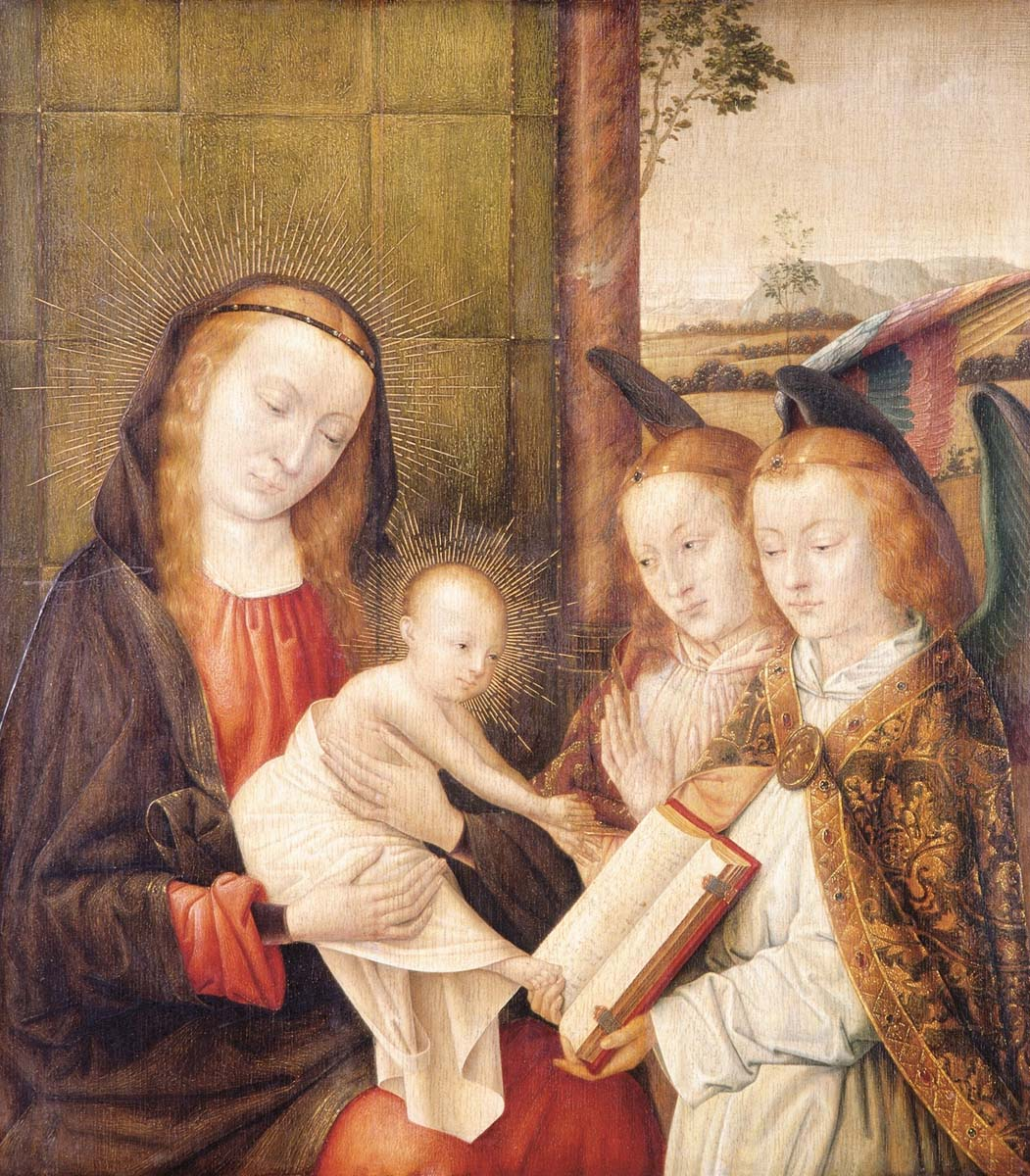
Madona, menino e dois anjos